# Valtochóri
Valtochóri är en ort i Grekland.   Den ligger i prefekturen Nomós Thessaloníkis och regionen Mellersta Makedonien, i den norra delen av landet, 300 km norr om huvudstaden Aten. Valtochóri ligger 7 meter över havet och antalet invånare är 285.
Terrängen runt Valtochóri är platt. Runt Valtochóri är det ganska tätbefolkat, med 78 invånare per kvadratkilometer. Närmaste större samhälle är Alexándreia, 19,2 km sydväst om Valtochóri. Trakten runt Valtochóri består till största delen av jordbruksmark.